# Acanthicus
Az Acanthicus a sugarasúszójú halak (Actinopterygii) osztályának harcsaalakúak (Siluriformes) rendjébe, ezen belül a tepsifejűharcsa-félék (Loricariidae) családjába tartozó nem.

## Előfordulásuk
Az Acanthicus-fajok Dél-Amerika nagyobb vízrendszereiben fordulnak elő.

## Rendszerezés
A nembe az alábbi 2 faj tartozik:
- Acanthicus adonis Isbrücker & Nijssen, 1988
- Acanthicus hystrix Spix & Agassiz, 1829 - típusfaj